# Ivan Esenko
Ivan Esenko, slovenski pisatelj, fotograf, naravovarstvenik in čebelar, * 22. oktober 1957, Ljubljana.

## Življenje
Otroštvo je preživel v Litiji. Na bregovih reke Save se je že kot otrok spoznaval z reko, predvsem pa življenjem, ki ga vsebuje in tistim, ki jo obdaja. Po osnovni šoli se je izobrazil za veterinarskega tehnika. V osemdesetih letih je aktivno deloval v čebelarstvu, predvsem na področju vzreje čebeljih matic in selekcije, instrumentalnim osemenjevanjem čebeljih matic, pašni problematiki, uvajanju novih tehnologij čebelarjenja ter zdravstvene zaščite čebel. Sodeloval je s češkimi strokovnjaki (Jaroslav Havlin) in tudi Čebelarskim inštitutom v Dolu pri Pragi (VUVČ-Vyzkumny ustav včelarsky). Od leta 1981 do 1985 je bil zaposlen v Medexu, kot pospeševalec čebelarstva, nato pa je isto funkcijo opravljal v Hmezad čebelarstvu do 1991 leta. Kasneje se je zaposlil na Veterinarski fakulteti v Ljubljani. Od leta 2008 je zaposlen pri založbi Oka, Otroška knjiga.
Je član Društva za opazovanje in proučevanje ptic Slovenije, RSPB (Royal Society for the Protection of Birds) iz Velike Britanije in Slovenskega društva za proučevanje in varstvo netopirjev. Dejaven je pri proučevanju živalstva in njegovega pomena v vrtni ekologiji, o čemer je napisal vrsto poljudnih in strokovnih člankov in tudi več knjig, ter imel več predavanj na to temo. Poleg tega se ukvarja z naravoslovno fotografijo, predvsem s portretiranjem živali. Sodeloval je tudi pri snemanju izobraževalno-dokumentarne oddaje RTV Slovenije, Vrtne živali.
Z družino živi na obrobju Ljubljane, ob vznožju Toškega Čela.

## Delo

### Priročniki
- Zreja čebeljih matic (1990), (Kmečki glas), (COBISS)
- Zbogom, voluhar (2003), (Kmečki glas), (COBISS)
- Vrtnarimo z dušo (2005), (Družina), (COBISS)
- Vrtna mlaka (2007), (Kmečki glas), (COBISS)
- Sto vrtnih živali na Slovenskem (2008), (Prešernova družba), (COBISS)

### Monografije
- Zaživimo z naravo! : ptice in ekološko vrtnarjenje (2004), (Didakta), (COBISS)
- Zgodbe iz kanuja : čudoviti svet slovenskih voda (2008), (Modrijan), (COBISS)
- Vrt, učilnica življenja (2010), (Oka, Otroška knjiga), (COBISS)
- Katera žival je to? (2010), (Oka, Otroška knjiga), (COBISS)

### Revije
Piše v tednik Družina, kjer ima stalno rubriko, poleg tega pa objavlja tudi v revijah Aura, Moj mali svet, Svet ptic in v prilogi časopisa Delo »Delo in dom«.

### Fotografske razstave
- razstava Sitarjevec v avli občine Litije 2004 leta
- razstava čmrljev in čebel samotark v Erbergovem paviljonu graščine Dol 2010 leta (17. – 21. marca)